# Pourquoi pas ? (film)
Pour les articles homonymes, voir Pourquoi pas.
Pour plus de détails, voir Fiche technique et Distribution.
Pourquoi pas ? (ええじゃないか, Eijanaika) est un film japonais réalisé par Shōhei Imamura, sorti en 1981.

## Synopsis
1866 au Japon. Les aventures de Genji, fermier naufragé recueilli par des Américains et revenu après six ans d'exil pour retrouver sa femme, Iné. Celle-ci a été entre-temps vendue et joue un spectacle érotique dans une foire. Genji la retrouve et tente de la convaincre de le suivre aux États-Unis, mais celle-ci ne veut pas partir. Genji reste et se voit mêlé aux troubles qui visent à renverser le Shogun...

## Fiche technique
- Titre : Pourquoi pas ?
- Titre original : ええじゃないか (Eijanaika?)
- Titres anglais : Why Not? ; So What!
- Réalisation : Shōhei Imamura
- Scénario : Shōhei Imamura et Ken Miyamoto, d'après La Ballade du peuple vil du Japon d'Imamura
- Production : Imamura Production et Shōchiku
- Musique : Shin'ichirō Ikebe
- Photographie : Masahisa Himeda
- Montage : Keiichi Uraoka
- Pays de production : Japon
- Langue originale : japonais
- Genre : drame
- Format : Eastmancolor - 1,85:1 - 35 mm
- Durée : 151 minutes[1]
- Date de sortie :
  - Japon : 14 mars 1981[1]

## Distribution
- Shigeru Izumiya : Genji
- Kaori Momoi : Iné
- Ken Ogata : Furukawa
- Shigeru Tsuyuguchi : Kinzō
- Masao Kusakari : Itoman
- Ako : Oyoshi
- Mitsuko Baishō : Oko
- Junzaburō Ban : Toramatsu
- Shōhei Hino : Magoshichi
- Shino Ikenami : Yoshino
- Etsuko Ikuta : Nui
- Hiroshi Inuzuka : Roku
- Choichiro Kawarazaki : Nakazawa
- Kazuo Kitamura : Koide
- Nenji Kobayashi : Matakichi
- Yasuaki Kurata : Hanjirō
- Norihei Miki : Masuya
- Shōichi Ozawa : Sakunojo
- Sanshō Shinsui : Densuke
- Kazuko Shirakawa : Yamikumo-dayu
- Yūko Tanaka : Omatsu
- Kibaji Tankobo : Gon
- Minori Terada : Ijuin
- Taiji Tonoyama : Jyosyuya
- Jirō Yabuki : Senmatsu